# Lingua tobiana
La lingua tobiana o Tobian (autonimo: Hatohobei) è una lingua oceanica del sottogruppo micronesiano, appartenente alla grande famiglia delle lingue austronesiane. È vicino alle lingue micronesiane parlate negli Stati Federati di Micronesia, e sull'orlo dell'estinzione (meno di trenta parlanti alla fine del XX secolo, 22 secondo ethnologue.com). È nettamente diverso dal palauan parlato a Palau, sebbene la maggior parte degli oratori sia diventata bilingue tobi-paluan.
È parlato solo sull'isola di Tobi, un'isola chiamata anche Hatohobei, e probabilmente anche a Koror, da una popolazione sfollata (200 persone) che usa principalmente il palauano ma si considera come Tobi.